# Sangwolgok (métro de Séoul)
Sangwolgok (en coréen : 상월곡역) est une station sur la ligne 6 du métro de Séoul. Elle est située dans l'arrondissement de Seongbuk-gu, à Séoul en Corée du Sud.

## Services aux voyageurs

### Desserte

Installations
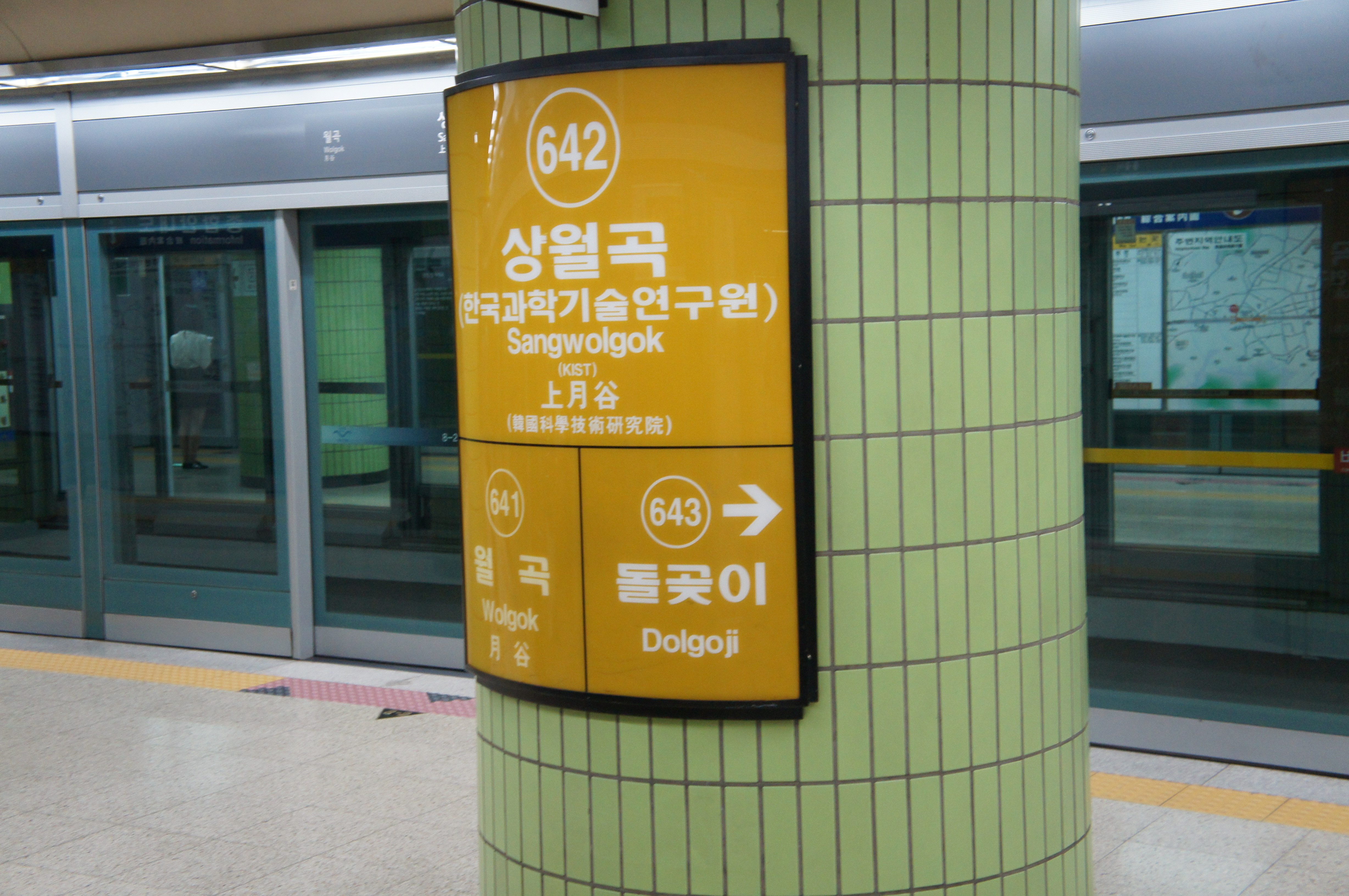
En 2014.
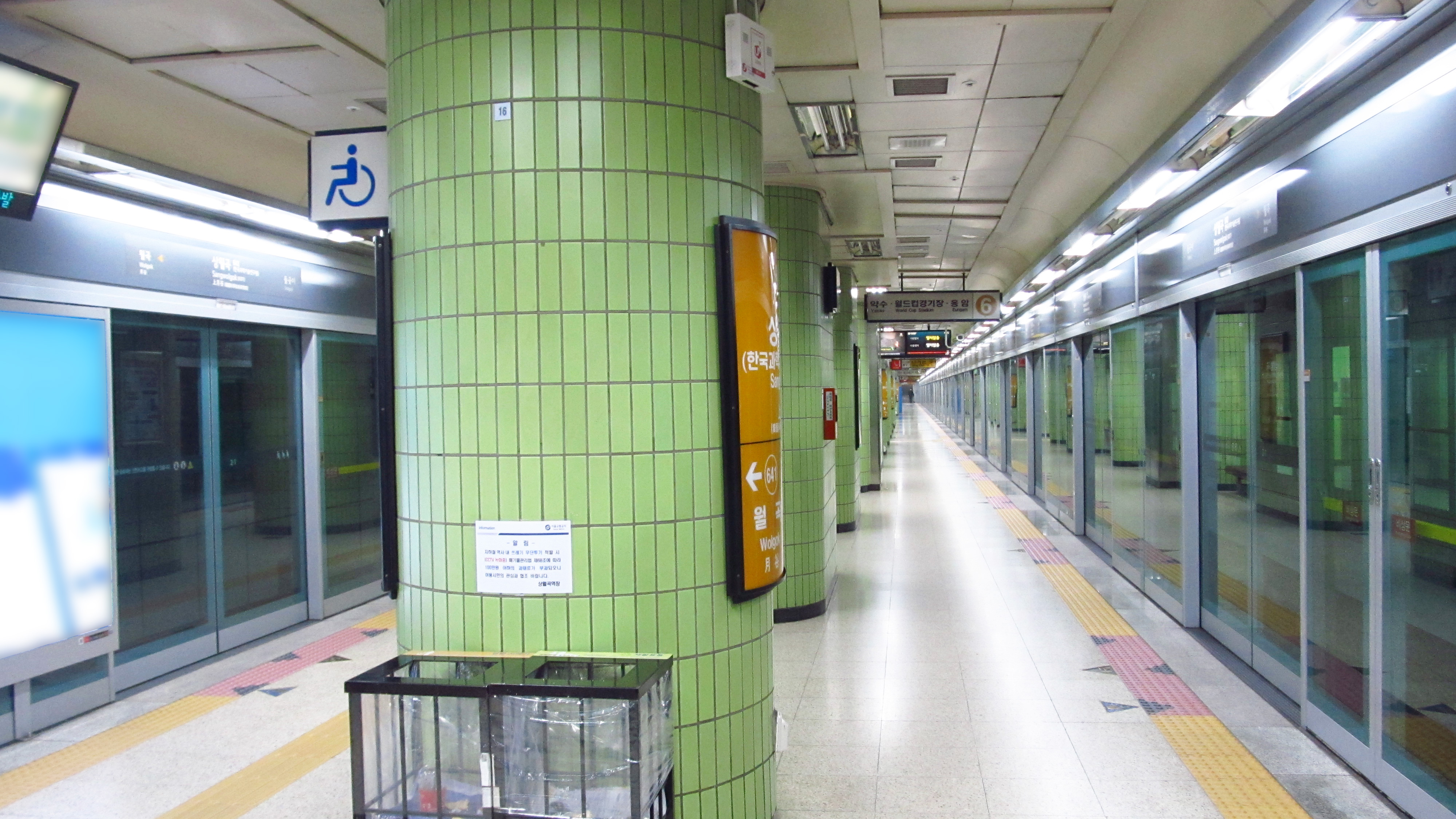
En 2018.